# Choreutis sycopola
Choreutis sycopola là một loài bướm đêm thuộc họ Choreutidae. Nó được tìm thấy ở miền nam Queensland to central New South Wales.
Ấu trùng ăn the foliage of Ficus species.